# 장희춘
장희춘(蔣希春,1556-1618, 본관:아산)은 조선 중기의 학자 관료이며 임진왜란 당시 울산 및 영남지역 일대에서 의병장으로 활약하였다. 박봉수(대장) 및 다른 의병장들과 함께 우익장으로 활약하였다고 하며, 문천회맹에 참여하여 다른 영남지역 의병장들과 결사항전을 맹약한 것으로 문천회맹록에 기록되어 있다. 사명대사와 함께 참여한 서생포 외교회담에서도 일본 측과의 협상에 진심전력을 다하여 공을 세웠다고 한다.